# Ketelmeer & Vossemeer
Ketelmeer & Vossemeer este o arie protejată (arie de protecție specială avifaunistică — SPA) din Țările de Jos întinsă pe o suprafață de 3.843 ha, integral pe uscat.

## Localizare
Centrul sitului Ketelmeer & Vossemeer este situat la coordonatele 52°35′49″N 5°45′32″E / 52.597°N 5.759°E.

## Înființare
Situl Ketelmeer & Vossemeer a fost declarat arie de protecție specială avifaunistică în martie 2000 pentru a proteja 21 de specii de animale.

## Biodiversitate
Situată în ecoregiunea atlantică, aria protejată nu include niciun habitat protejat.
La baza desemnării sitului se află mai multe specii protejate de  păsări (21): lăcar mare (Acrocephalus arundinaceus), rață sulițar (Anas acuta), rață pitică (Anas crecca), rață pestriță (Anas strepera), gârliță mare (Anser albifrons), gâscă cenușie (Anser anser), gâscă de semănătură (Anser fabalis), rață-cu-cap-castaniu (Aythya ferina), rața moțată (Aythya fuligula), buhai de baltă (Botaurus stellaris), Cygnus columbianus bewickii, lișiță (Fulica atra), sitar de mâl (Limosa limosa), ferestraș mic (Mergus albellus), ferestrașul mare (Mergus merganser), vultur pescar (Pandion haliaetus), cormoran mare (Phalacrocorax carbo), lopătar (Platalea leucorodia), corcodel mare (Podiceps cristatus), cresteț pestriț (Porzana porzana), pescăriță mare (Sterna caspia).